# Жіноча збірна Нідерландів з футболу
Жіноча збірна Нідерландів з футболу (нід. Nederlands vrouwenvoetbalelftal) — національна збірна Нідерландів з футболу, яка виступає на футбольних турнірах серед жінок. Контролюється Футбольною федерацією Нідерландів.

## Міжнародні турніри

### Чемпіонат світу
| Рік    | Раунд              | Іг                 | В                  | Н                  | П                  | ЗМ                 | ПМ                 |
| ------ | ------------------ | ------------------ | ------------------ | ------------------ | ------------------ | ------------------ | ------------------ |
| 1991   | не кваліфікувались | не кваліфікувались | не кваліфікувались | не кваліфікувались | не кваліфікувались | не кваліфікувались | не кваліфікувались |
| 1995   | не кваліфікувались | не кваліфікувались | не кваліфікувались | не кваліфікувались | не кваліфікувались | не кваліфікувались | не кваліфікувались |
| 1999   | не кваліфікувались | не кваліфікувались | не кваліфікувались | не кваліфікувались | не кваліфікувались | не кваліфікувались | не кваліфікувались |
| 2003   | не кваліфікувались | не кваліфікувались | не кваліфікувались | не кваліфікувались | не кваліфікувались | не кваліфікувались | не кваліфікувались |
| 2007   | не кваліфікувались | не кваліфікувались | не кваліфікувались | не кваліфікувались | не кваліфікувались | не кваліфікувались | не кваліфікувались |
| 2011   | не кваліфікувались | не кваліфікувались | не кваліфікувались | не кваліфікувались | не кваліфікувались | не кваліфікувались | не кваліфікувались |
| 2015   | 1/8                | 4                  | 1                  | 1                  | 2                  | 3                  | 4                  |
| 2019   | 2-е місце          | 7                  | 6                  | 0                  | 1                  | 11                 | 5                  |
| 2023   | чвертьфінал        | 5                  | 3                  | 1                  | 1                  | 12                 | 3                  |
| Усього | 3/9                | 16                 | 10                 | 2                  | 4                  | 26                 | 12                 |

### Чемпіонат Європи
| Рік    | Раунд              | Іг                 | В                  | Н                  | П                  | ЗМ                 | ПМ                 |
| ------ | ------------------ | ------------------ | ------------------ | ------------------ | ------------------ | ------------------ | ------------------ |
| 1984   | не кваліфікувались | не кваліфікувались | не кваліфікувались | не кваліфікувались | не кваліфікувались | не кваліфікувались | не кваліфікувались |
| 1987   | не кваліфікувались | не кваліфікувались | не кваліфікувались | не кваліфікувались | не кваліфікувались | не кваліфікувались | не кваліфікувались |
| 1989   | не кваліфікувались | не кваліфікувались | не кваліфікувались | не кваліфікувались | не кваліфікувались | не кваліфікувались | не кваліфікувались |
| 1991   | не кваліфікувались | не кваліфікувались | не кваліфікувались | не кваліфікувались | не кваліфікувались | не кваліфікувались | не кваліфікувались |
| 1993   | не кваліфікувались | не кваліфікувались | не кваліфікувались | не кваліфікувались | не кваліфікувались | не кваліфікувались | не кваліфікувались |
| 1995   | не кваліфікувались | не кваліфікувались | не кваліфікувались | не кваліфікувались | не кваліфікувались | не кваліфікувались | не кваліфікувались |
| 1997   | не кваліфікувались | не кваліфікувались | не кваліфікувались | не кваліфікувались | не кваліфікувались | не кваліфікувались | не кваліфікувались |
| 2001   | не кваліфікувались | не кваліфікувались | не кваліфікувались | не кваліфікувались | не кваліфікувались | не кваліфікувались | не кваліфікувались |
| 2005   | не кваліфікувались | не кваліфікувались | не кваліфікувались | не кваліфікувались | не кваліфікувались | не кваліфікувались | не кваліфікувались |
| 2009   | півфінал           | 5                  | 2                  | 1                  | 2                  | 6                  | 5                  |
| 2013   | груповий раунд     | 3                  | 0                  | 1                  | 2                  | 0                  | 2                  |
| 2017   | чемпіон            | 6                  | 6                  | 0                  | 0                  | 13                 | 3                  |
| 2022   | чвертьфінал        | 4                  | 2                  | 1                  | 1                  | 8                  | 5                  |
| 2025   | груповий раунд     | 3                  | 1                  | 0                  | 2                  | 5                  | 9                  |
| Усього | 5/14               | 21                 | 11                 | 3                  | 7                  | 32                 | 24                 |